# Sekule
Sekule es un municipio del distrito de Senica en la región de Trnava, Eslovaquia, con una población estimada a final del año 2024 de 1724 habitantes.
Se encuentra ubicado al norte de la región, en los pequeños Cárpatos y cerca del río Váh (cuenca hidrográfica del Danubio) y de la frontera con la República Checa.

## Demografía
| Año        | 1994 | 2004    | 2014    | 2024    |
| ---------- | ---- | ------- | ------- | ------- |
| Población  | 1578 | 1633    | 1738    | 1724    |
| Diferencia |      | +3,48 % | +6,42 % | −0,80 % |

| Año        | 2023 | 2024    |
| ---------- | ---- | ------- |
| Población  | 1732 | 1724    |
| Diferencia |      | −0,46 % |